# 池本克之
池本 克之（いけもと かつゆき、1965年（昭和40年）11月27日 - ）は、日本の組織学習経営コンサルタント、経営コンサルタント。株式会社パジャ・ポス代表取締役・NPO法人 Are You Happy? Japan 代表理事。兵庫県神戸市出身。

## 経歴
- 1965年 - 兵庫県神戸市に生まれる[1]。
- 1984年 - 土浦日本大学高等学校卒業[2]。
- 1988年 - 日本大学農獣医学部農学科（現・生物資源科学部）卒業[3]。
- その後、マーケティングコンサルティング会社、株式会社パジャ･ポスを設立。通販ビジネスの経営に参画する。
- 2001年1月 - 株式会社ドクターシーラボ社長就任[1]
- 2003年3月 - 店頭公開
- 2003年11月 - 株式会社ドクターシーラボ退任
- 2004年3月 - 株式会社パジャ・ポス設立　株式会社ネットプライスの経営に参画
- 2004年7月 - 店頭公開。株式会社ネットプライス社長、持株会社ネットプライスドットコム副社長などを歴任
- 2007年11月 - 株式会社ネットプライス退任
- 2008年9月 - 社会貢献事業としてNPO法人 Are You Happy? Japan を設立

## 著書
- 『年商3億円を120億円に変える仕事術』大和書房。
- 『40倍稼ぐしくみ』PHP研究所。
- 『プロフェッショナルリーダーの人を見極め、動かし、育てる法則』ダイヤモンド社。
- 『オバマ「勝つ話術、勝てる駆け引き」』講談社。
- 『上場請負人と呼ばれるプロ経営者が書いた「社長の勉強法」』アスコム。
- 『ゼロからはじめる「ネット通販の教科書」』ユナイテッド・ブックス。
- 『最強チームにまとめる技術』ゴマブックス。
- 『「いまどき部下」を動かす39のしかけ』三笠書房、2017年11月17日。
- 『最強チームにまとめる技術』ゴマブックス、2016年9月2日。
- 『今いる仲間で「勝手に稼ぐチーム」をつくる』日本実業出版社、2016年3月19日。
- 『最強チームにまとめる技術』ゴマブックス、2016年9月2日。
- 『今いる仲間で「最強のチーム」をつくる』日本実業出版社、2014年6月19日。
- 『「すぐやるチーム」をつくるたった1つの考え方』三笠書房、2019年7月29日。
- 『“圧倒的信頼”が手に入る営業PDCA』三笠書房、2020年9月11日。